# Coyotes de Santurtzi 2019
Questa voce raccoglie le informazioni riguardanti i Coyotes de Santurtzi nelle competizioni ufficiali della stagione 2019.

## Liga Norte Senior 7×7 2019

### Stagione regolare
| Santurtzi 13 gennaio 2019, ore 11:00 | Coyotes de Santurtzi | 46 – 20 referto | Cantabria Bisons | Polideportivo Municipal de Santurtzi Mikel Trueba |

| 26 gennaio 2019, ore 16:00 | Guadalajara Stings | 8 – 50 referto | Coyotes de Santurtzi |  |

| Santurtzi 10 febbraio 2019, ore 11:00 | Coyotes de Santurtzi | 26 – 10 referto | Mercenarios de Villamayor de Gállego | Polideportivo Municipal de Santurtzi Mikel Trueba |

| Santander 24 febbraio 2019, ore 12:00 | Cantabria Bisons | 48 – 36 referto | Coyotes de Santurtzi | IMD Ruth Beitia |

| Santurtzi 10 marzo 2019, ore 11:00 | Coyotes de Santurtzi | 71 – 0 referto | Guadalajara Stings | Polideportivo Municipal de Santurtzi Mikel Trueba |

| Villamayor de Gállego 23 marzo 2019, ore 19:00 | Mercenarios de Villamayor de Gállego | 22 – 32 referto | Coyotes de Santurtzi | Campo de futbol Tarba |

### Playoff
| Santurtzi 13 aprile 2019, ore 17:00 | Coyotes de Santurtzi | 39 – 6 (19-6 0-0 6-0 14-0) referto | Venta de Baños White Sharks | Polideportivo Municipal de Santurtzi Mikel Trueba |

| Santurtzi 27 aprile 2019, ore 17:00 | Coyotes de Santurtzi | 23 – 18 | Cantabria Bisons | Polideportivo Municipal de Santurtzi Mikel Trueba |

## Statistiche di squadra
| Competizione      | %Vittorie | In casa | In casa | In casa | In casa | In casa | In casa | In trasferta | In trasferta | In trasferta | In trasferta | In trasferta | In trasferta | Totale | Totale | Totale | Totale | Totale | Totale |
| Competizione      | %Vittorie | G       | V       | N       | P       | Pf      | Ps      | G            | V            | N            | P            | Pf           | Ps           | G      | V      | N      | P      | Pf     | Ps     |
| ----------------- | --------- | ------- | ------- | ------- | ------- | ------- | ------- | ------------ | ------------ | ------------ | ------------ | ------------ | ------------ | ------ | ------ | ------ | ------ | ------ | ------ |
| Stagione regolare | .833      | 3       | 3       | 0       | 0       | 143     | 30      | 3            | 2            | 0            | 1            | 118          | 78           | 6      | 5      | 0      | 1      | 261    | 108    |
| Playoff           | 1.000     | 2       | 2       | 0       | 0       | 62      | 24      | 0            | 0            | 0            | 0            | 0            | 0            | 2      | 2      | 0      | 0      | 62     | 24     |
| Totale            | .875      | 5       | 5       | 0       | 0       | 205     | 54      | 3            | 2            | 0            | 1            | 118          | 78           | 8      | 7      | 0      | 1      | 323    | 132    |